# Tercera División de Venezuela 2013-14
La Temporada 2013/14 de la Tercera División de Venezuela comenzó el 14 de septiembre de 2013, con la participación de 37 equipos.
El torneo sufrió dos variaciones relacionadas con los clubes participantes: Tras haberse disputado la primera jornada, entraron en competencia la Academia de Fútbol Guanare (Antes llamada EF Seguridad Ciudadana) y Lanceros de Zamora FC, ambos en el Grupo Occidental II. Luego de disputadas cuatro fechas, el CF Bejuma desistió de participar por problemas relacionados con fichajes.

## Sistema de competición
El formato será el mismo usado en la temporada anterior. La temporada se dividirá en dos torneos. El primer lapso será un clasificatorio al Torneo de Promoción y Permanencia que define diez equipos a la Segunda División 2014-15; y el segundo torneo será para definir los restantes equipos que formarán parte de la Tercera División 2014-15
El Torneo Apertura se disputará en un sistema de grupos. Los 37 equipos se dividieron en 7 grupos de acuerdo a su proximidad geográfica. Cada grupo se desarrollará siguiendo un sistema de liga. El orden de los encuentros se decidió por sorteo antes de empezar la competición. Al final del torneo, clasificarán los 2 primeros lugares de los grupos de 6 equipos: Grupo Oriental, Grupo Occidental I, Grupo Central I y Grupo Central II; y el mejor tercer ubicado. Cabe acotar que el Grupo Central III quedó con 5 equipos. Y los grupos con 4 equipos: Grupo Occidental II y Occidental III, avanzarán los primeros lugares, más el mejor segundo lugar. De esta forma, se totaliza 14 clasificados al Torneo de Promoción y Permanencia 2014.

## Ascensos y descensos
Intercambios entre la Segunda División y la Tercera División
| Pos | a la Segunda División 2013-14 |
| --- | ----------------------------- |
| -   | Unión Atlético Falcón         |
| -   | Estudiantes de Caroní FC      |
| -   | Deportivo Anzoátegui B        |

| Pos | de la Segunda División 2012-13 |
| --- | ------------------------------ |
| -   | Estrella Roja FC               |
| -   | Deportivo Táchira B            |
| -   | Monagas SC B                   |

El Monagas SC B no participará en la temporada 2013-14
Intercambios entre la Tercera División y los Torneos Regionales
No existe precisamente un sistema de ascensos y descensos. Los equipos logran retener la categoría en el Torneo Clausura de Tercera División, pero no todos logran cumplir para el siguiente torneo con los compromisos económicos exigidos por la FVF, por lo que se invitan a equipos que cumplan con dichos requisitos, y así completar el cupo. 
| Pos | de los Torneos Regionales       |
| --- | ------------------------------- |
| -   | Ciudad Vinotinto FC             |
| -   | Deportivo Paraguaná Fútbol Club |
| -   | Fundación Valencia FC           |
| -   | Carabobo FC B                   |
| -   | Academia de Fútbol Guanare      |

| Pos | a los Torneos Regionales      |
| --- | ----------------------------- |
| -   | Casa D'Italia FC              |
| -   | Fundación Cesarger FC         |
| -   | Internacional de Maracaibo FC |
| -   | PDVSA Morichal FC             |
| -   | Maniceros FC                  |
| -   | UD Sabaneta                   |
| -   | Unión Atlético Monay          |
| -   | Unión Deportivo Guajira       |
| -   | Academia Los Teques           |
| -   | La Victoria FC                |
| -   | Casa Portuguesa de Aragua FC  |

## Equipos participantes
| Club                       | Ciudad              | Entrenador           | Estadio                     |
| -------------------------- | ------------------- | -------------------- | --------------------------- |
| Diamantes de Guayana FC    | San Félix           | Miguel González      | Polideportivo El Gallo      |
| Minasoro FC                | El Callao           | Alejandro Carvacho   | Héctor Thomas               |
| Libertad Socialista FC     | San José de Guanipa | Bandera de Venezuela | Eduardo Bellorín            |
| Ciudad Vinotinto           | Lechería            | Carlos Ahumada       | Complejo Ciudad Vinotinto   |
| Margarita FC               | Juan Griego         | Eder Mancilla        | Polideportivo de Pedregales |
| Estrella Roja FC           | Caracas             | Bandera de Venezuela | Brígido Iriarte             |
| Pellicano FC               | Maiquetía           | Bandera de Venezuela | José María Vargas           |
| Centro Hispano FC          | Maracay             | Enrique Álvarez      | Joao Gervasio Matías        |
| La Trinidad FC             | Maracay             | José Ramón Lugo      | Padre Antonio Leyh          |
| Atlético Sucre CF          | Caracas             | Bandera de Venezuela | Polideportivo La Guacamaya  |
| Ortiz FC                   | Ortiz               | Bandera de Venezuela | José Rodríguez Sáez         |
| CS Italo Valencia          | Valencia            | Bandera de Venezuela | Centro Italo                |
| CA López Hernández         | Caracas             | Oliver Mendoza Gil   | Fray Luis II                |
| Deportivo Colonia FC       | Ocumare del Tuy     | Bandera de Venezuela | Dionisio Bandes             |
| Victorianos FC             | La Victoria         | Bandera de Venezuela | José Rodolfo Nieto          |
| OD Cachimbos               | Los Teques          | Bandera de Venezuela | Arnaldo Arocha              |
| Deportivo Peñarol          | Caracas             | Alberto Fross        | Arnaldo Arocha              |
| Fundación Valencia FC      | Valencia            | Carlos Hernández     | Club Social Madeirense      |
| Carabobo FC B              | Valencia            | Luis Otero           | Complejo Deportivo Vistamar |
| Unión Lara SC              | Barquisimeto        | Higinio Fuentes      | Farid Richa                 |
| UD Lara                    | Barquisimeto        | Héctor Gutiérrez     | Farid Richa                 |
| Atlético Chivacoa          | Chivacoa            | Nelson Herrera       | Florentino Oropeza          |
| Deportivo Paraguaná        | Punto Fijo          | Roberto Cadetto      | Polideportivo Manaure       |
| Lanceros de Zamora FC      | Villa de Cura       | Mariano Ferro        | Eddy Vargas                 |
| Academia de Fútbol Guanare | Guanare             | Bandera de Venezuela | Rafael Calles Pinto         |
| Atlético Turén             | Turén               | Bandera de Venezuela | Victor Julio Ramos          |
| Potros de Barinas FC       | Barinas             | Bandera de Venezuela | José Antonio Paéz           |
| Atlético Socopó FC         | Socopó              | Giovanny Pérez       | Rogelio Matos               |
| UA Alto Apure              | Guasdualito         | Bandera de Venezuela | Jose Rigoberto Neiva        |
| FA San Camilo FC           | El Nula             | Bandera de Venezuela | Polideportivo El Nula       |
| UA Zamora                  | Santa Bárbara       | José Luis Useche     | Carlos Correa Flores        |
| Deportivo Táchira B        | San Cristóbal       | Bandera de Venezuela | Cancha Alterna IND-Táchira  |
| Atlético La Fría FC        | La Fría             | Bandera de Venezuela | Humberto Laurano            |
| Deportivo JBL del Zulia    | Maracaibo           | Albeiro García       | José Encarnación Romero     |
| Deportivo El Vigía         | El Vigía            | Fabian Pabón         | Ramón Hernández             |
| Alianza Zuliana FC         | Maracaibo           | Bandera de Venezuela | Cancha La Tiendita          |
| Somos Escuque FC           | Escuque             | Bandera de Venezuela | Renato Sangermano           |

### Equipos por estado
| Estado            | N.º | Equipos                                                                   |
| ----------------- | --- | ------------------------------------------------------------------------- |
| Aragua            | 4   | Centro Hispano FC, La Trinidad FC, Lanceros de Zamora FC y Victorianos FC |
| Barinas           | 3   | Atlético Socopó FC, Potros de Barinas FC, y UA Zamora                     |
| Distrito Capital  | 3   | Estrella Roja, CA López Hernández y Deportivo Peñarol                     |
| Carabobo          | 3   | CS Italo Valencia, Fundación Valencia FC y Carabobo FC "B"                |
| Miranda           | 3   | OD Cachimbos, Deportivo Colonia FC y Atlético Sucre CF                    |
| Estado Anzoátegui | 2   | Libertad Socialista FC y Ciudad Vinotinto                                 |
| Apure             | 2   | FA San Camilo FC y UA Alto Apure                                          |
| Bolívar           | 2   | Diamantes de Guayana FC y Minasoro FC                                     |
| Lara              | 2   | Unión Lara SC y UD Lara                                                   |
| Portuguesa        | 2   | Atlético Turén y AF Guanare                                               |
| Táchira           | 2   | Deportivo Táchira B, Atlético La Fría FC                                  |
| Zulia             | 2   | Deportivo JBL del Zulia y Alianza Zuliana FC                              |
| Falcón            | 1   | Deportivo Paraguaná                                                       |
| Guárico           | 1   | Ortiz FC                                                                  |
| Mérida            | 1   | Fundación Deportivo El Vigía                                              |
| Nueva Esparta     | 1   | Margarita FC                                                              |
| Trujillo          | 1   | Somos Escuque FC                                                          |
| Vargas            | 1   | Pellicano FC                                                              |

## Clasificatorio 2013

### Grupo Oriental
|    | Equipo                  | JJ | JG | JE | JP | GF | GC | PTS | DG  |
| -- | ----------------------- | -- | -- | -- | -- | -- | -- | --- | --- |
| 01 | Margarita FC            | 10 | 5  | 4  | 1  | 13 | 04 | 19  | +9  |
| 02 | Diamantes de Guayana FC | 10 | 5  | 2  | 3  | 22 | 11 | 17  | +11 |
| 03 | Estrella Roja FC        | 10 | 4  | 2  | 4  | 11 | 14 | 14  | -3  |
| 04 | Minasoro FC             | 9  | 3  | 4  | 2  | 18 | 14 | 13  | +4  |
| 05 | Ciudad Vinotinto        | 10 | 3  | 0  | 7  | 10 | 24 | 09  | -14 |
| 06 | Libertad Socialista FC  | 9  | 2  | 2  | 5  | 07 | 14 | 08  | -7  |

| Primera Fase              | CVI | DIA | ERO | MRG | MNS | LSO |
| Ciudad Vinotinto          | --  | 3-1 | 2-1 | 0-3 | 0-3 | 0-1 |
| Diamantes de Guayana FC   | 6-0 | --  | 2-0 | 0-1 | 2-2 | 5-0 |
| Estrella Roja FC          | 1-0 | 2-3 | --  | 1-0 | 3-2 | 1-1 |
| Margarita FC              | 4-0 | 1.0 | 0-0 | --  | 1-1 | 1-1 |
| Minasoro FC               | 4-2 | 1-1 | 4-1 | 1-1 | --  | SUS |
| EF Libertad Socialista FC | 0-3 | 1-2 | 0-1 | 0-1 | 3-0 | --  |

### Grupo Central I
|    | Equipo            | JJ | JG | JE | JP | GF | GC | PTS | DG |
| -- | ----------------- | -- | -- | -- | -- | -- | -- | --- | -- |
| 01 | Atlético Sucre CF | 10 | 6  | 2  | 2  | 16 | 08 | 20  | +7 |
| 02 | CS Italo Valencia | 10 | 5  | 3  | 2  | 15 | 12 | 18  | +3 |
| 03 | La Trinidad FC    | 10 | 5  | 1  | 4  | 13 | 14 | 16  | -1 |
| 04 | Pellicano FC      | 10 | 4  | 3  | 3  | 14 | 09 | 15  | +5 |
| 05 | Ortiz FC          | 10 | 2  | 3  | 5  | 12 | 18 | 09  | -6 |
| 06 | Centro Hispano FC | 10 | 1  | 1  | 8  | 15 | 24 | 04  | -9 |

| Primera Fase      | ASU | CIV | CHA | ORT | PEL | TRI |
| Atlético Sucre CF | --  | 1-3 | 2-1 | 1-1 | 2-0 | 1-0 |
| CS Italo Valencia | 0-3 | --  | 3-1 | 2-0 | 0-0 | 0-0 |
| Centro Hispano FC | 0-0 | 2-3 | --  | 3-1 | 2-3 | 3-4 |
| Ortiz FC          | 1-3 | 1-2 | 2-0 | --  | 1-1 | 1-0 |
| Pellicano FC      | 0-0 | 0-1 | 4-1 | 3-1 | --  | 0-1 |
| La Trinidad FC    | 0-3 | 2-1 | 2-0 | 4-2 | 0-3 | --  |

### Grupo Central II
|    | Equipo              | JJ | JG | JE | JP | GF | GC | PTS | DG |
| -- | ------------------- | -- | -- | -- | -- | -- | -- | --- | -- |
| 01 | UD Lara             | 8  | 5  | 1  | 2  | 09 | 09 | 16  | 0  |
| 02 | Carabobo FC B       | 8  | 4  | 1  | 3  | 12 | 07 | 13  | +5 |
| 03 | Unión Lara SC       | 8  | 4  | 1  | 3  | 09 | 07 | 13  | +2 |
| 04 | Deportivo Paraguaná | 8  | 2  | 3  | 3  | 07 | 10 | 09  | -3 |
| 05 | Atlético Chivacoa   | 8  | 2  | 0  | 6  | 11 | 14 | 06  | -3 |

| Primera Fase      | CRB | CHV | PRG | UDL | LAR |
| Carabobo FC B     | --  | 2-1 | 2-1 | 4-0 | 0-1 |
| Atlético Chivacoa | 2-0 | --  | 4-1 | 2-3 | 2-4 |
| Paraguaná FC      | 1-1 | 2-0 | --  | 0-0 | 1-0 |
| UD Lara           | 0-2 | 1-0 | 2-0 | --  | 2-1 |
| Unión Lara SC     | 1-0 | 1-0 | 1-1 | 0-1 | --  |

### Grupo Central III
|    | Equipo                | JJ | JG | JE | JP | GF | GC | PTS | DG  |
| -- | --------------------- | -- | -- | -- | -- | -- | -- | --- | --- |
| 01 | Victorianos FC (*)    | 10 | 7  | 3  | 0  | 21 | 04 | 24  | +17 |
| 02 | Deportivo Peñarol FC  | 10 | 6  | 3  | 1  | 27 | 10 | 18  | +17 |
| 03 | Fundación Valencia FC | 10 | 5  | 2  | 3  | 24 | 13 | 17  | +11 |
| 04 | OD Cachimbos          | 10 | 4  | 21 | 5  | 14 | 23 | 13  | -09 |
| 05 | CA López Hernández    | 10 | 1  | 2  | 7  | 10 | 25 | 05  | -15 |
| 06 | Deportivo Colonia FC  | 10 | 1  | 1  | 8  | 06 | 27 | 04  | -21 |

| Primera Fase         | COL | FVA | LHE | ODC | PEÑ | VIC |
| Deportivo Colonia FC | --  | 0-3 | 1-1 | 0-3 | 0-3 | 1-2 |
| Valencia FC          | 3-0 | --  | 3-2 | 6-0 | 1-4 | 0-1 |
| CA López Hernández   | 2-3 | 0-0 | --  | 2-0 | 1-4 | 0-3 |
| OD Los Cachimbos     | 3-0 | 0-6 | 4-2 | --  | 2-1 | 1-1 |
| Deportivo Peñarol FC | 4-1 | 2-2 | 4-0 | 3-1 | --  | 1-1 |
| Victorianos FC       | 3-0 | 4-0 | 3-0 | 2-0 | 1-1 | --  |

* Victorianos FC fue descalificado del Torneo de Promoción y Permanencia 2014 debido a las incomparecencias de sus categorías sub-18 y sub-20 en la Serie Interregional.

### Grupo Occidental I
|    | Equipo                  | JJ | JG | JE | JP | GF | GC | PTS | DG  |
| -- | ----------------------- | -- | -- | -- | -- | -- | -- | --- | --- |
| 01 | Deportivo Táchira B     | 10 | 7  | 2  | 1  | 22 | 15 | 23  | +7  |
| 02 | Deportivo JBL del Zulia | 10 | 5  | 4  | 1  | 25 | 06 | 19  | +19 |
| 03 | Alianza Zuliana FC      | 10 | 5  | 3  | 2  | 18 | 11 | 18  | +7  |
| 04 | Deportivo El Vigía      | 10 | 5  | 1  | 4  | 15 | 11 | 16  | +4  |
| 05 | Somos Escuque FC        | 10 | 3  | 0  | 7  | 14 | 18 | 09  | -4  |
| 06 | Atlético La Fría FC     | 10 | 0  | 0  | 10 | 04 | 37 | 00  | -33 |

| Primera Fase            | AZU | LFR | DEV | ESC | JBL | TAC |
| Alianza Zuliana FC      | --  | 3-0 | 1-0 | 4-1 | 2-2 | 0-0 |
| Atlético La Fría FC     | 0-3 | --  | 2-3 | 0-3 | 0-5 | 2-3 |
| Fund. Dvo. El Vigía     | 2-1 | 4-0 | --  | 1-0 | 1-1 | 1-2 |
| Somos Escuque FC        | 1-2 | 5-0 | 1-2 | --  | 1-0 | 1-2 |
| Deportivo JBL del Zulia | 0-0 | 5-0 | 1-0 | 2-1 | --  | 8-0 |
| Deportivo Táchira B     | 4-1 | 3-0 | 2-1 | 5-0 | 1-1 | --  |

### Grupo Occidental II
|    | Equipo                | JJ | JG | JE | JP | GF | GC | PTS | DG  |
| -- | --------------------- | -- | -- | -- | -- | -- | -- | --- | --- |
| 01 | Potros de Barinas FC  | 10 | 5  | 2  | 3  | 18 | 08 | 17  | +10 |
| 02 | Atlético Turén        | 8  | 3  | 2  | 3  | 13 | 14 | 11  | -1  |
| 03 | Lanceros de Zamora FC | 9  | 2  | 4  | 3  | 15 | 18 | 10  | -3  |
| 04 | AF Guanare            | 9  | 2  | 3  | 4  | 11 | 19 | 09  | -8  |

| Primera Fase          | AGU | TUR | LAN | POT |
| Academia de Guanare   | --  | SUS | 1-1 | 2-1 |
| Atlético Turén        | 2-2 | --  | 4-1 | 0-3 |
| Lanceros de Zamora FC | 2-2 | SUS | --  | 2-1 |
| Potros de Barinas FC  | 2-0 | 3-1 | 4-0 | --  |

### Grupo Occidental III
|    | Equipo             | JJ | JG | JE | JP | GF | GC | PTS | DG  |
| -- | ------------------ | -- | -- | -- | -- | -- | -- | --- | --- |
| 01 | Atlético Socopó FC | 10 | 7  | 3  | 0  | 21 | 10 | 24  | +11 |
| 02 | UA Zamora          | 10 | 5  | 2  | 3  | 23 | 12 | 17  | +11 |
| 03 | UA Alto Apure      | 10 | 3  | 4  | 3  | 11 | 13 | 13  | -2  |
| 04 | FA San Camilo FC   | 10 | 0  | 2  | 8  | 08 | 25 | 02  | -17 |

| Primera Fase       | SOC | SCA | UAA | UAZ |
| Atlético Socopó FC | --  | 3-0 | 2-1 | 3-2 |
| FA San Camilo FC   | 2-3 | --  | 1-1 | 1-3 |
| UA Alto Apure      | 0-2 | 3-3 | --  | 2-1 |
| UA Zamora          | 0-1 | 3-0 | 1-1 | --  |

### Enfrentamientos intergrupales
Juegos intregrupales entre los grupos Occidental 2 y Occidental 3 para equilibrar los partidos disputados, con respecto a los otros grupos. Disputados entre las fechas 4 y 7.
|                    | SOC | SCA | UAA | UAZ |
| Academia Guanare   | 1-3 | --  | 0-1 | --  |
| Atlético Turén     | 1-1 | --  | 2-0 | --  |
| Lanceros de Zamora | --  | 3-0 | --  | 2-2 |
| Potros de Barinas  | --  | 2-0 | --  | 0-1 |

|                 | AGU | TUR | LAN | POT |
| Atlético Socopó | --  | --  | 1-1 | 2-2 |
| FA San Camilo   | 1-2 | 0-2 | --  | --  |
| UA Alto Apure   | --  | --  | 2-1 | 0-0 |
| UA Zamora       | 6-1 | 4-1 | --  | --  |

|  | En zona de clasificación al Torneo de Promoción y Permanencia 2014                            |
|  | En zona de clasificación como mejor tercero/segundo al Torneo de Promoción y Permanencia 2014 |

## Nivelación 2014
El Torneo arrancó el 8 de marzo de 2014, con los equipos que no pudieron clasificar al Torneo de Promoción y Permanencia. Su objetivo fue definir el resto de equipos participantes para la siguiente temporada.

### Equipos participantes
Varios equipos participantes del Torneo Clasificatorio 2013 decidieron dimitir de su participación en este torneo. En su lugar, equipos de torneos regionales fueron invitados a participar, con previo cumplimiento de requisitos exigidos por la FVF.
| Provenientes de los Torneos Estadales              |
| -------------------------------------------------- |
| Estudiantes de Aragua CF                           |
| Petroleros de Anzoátegui FC                        |
| Sucre FC                                           |
| Orinoco SC                                         |
| Fundación Unión Deportiva Cultural-Cristiana (UDC) |
| Atlético Bolívar                                   |
| Yaddiel Sport de Guasipati FC                      |
| Hermandad Gallega de Venezuela (Caracas)           |
| UCV FC                                             |
| Atlético Libertador FC                             |
| Cojedes FC                                         |
| Semilleros FC                                      |
| Talentos Carabobo FC                               |
| REDI Colón                                         |
| Soto Rosa FC                                       |
| CF Gilberto Amaya                                  |
| Judinense FC                                       |
| Policía del Táchira FC                             |
| Talentos Táchira FC                                |

| Equipos a los Torneos Estadales |
| ------------------------------- |
| EF Libertad Socialista FC       |
| Club Atlético Chivacoa          |
| OD Los Cachimbos                |
| CA López Hernández              |
| Deportivo Colonia FC            |
| Alianza Zuliana FC              |
| Atlético Turén                  |
| Fundación Valencia FC           |
| La Trinidad FC                  |
| Victorianos FC                  |

### Grupo Oriental I
| \| \| Equipo \| JJ \| JG \| JE \| JP \| GF \| GC \| PTS \| DG \| \| -- \| ------------------------ \| -- \| -- \| -- \| -- \| -- \| -- \| --- \| --- \| \| 01 \| Sucre FC \| 10 \| 9 \| 0 \| 1 \| 23 \| 03 \| 27 \| +20 \| \| 02 \| Fundación UDC \| 10 \| 6 \| 1 \| 3 \| 09 \| 10 \| 19 \| -1 \| \| 03 \| Petroleros de Anzoátegui \| 10 \| 3 \| 1 \| 6 \| 09 \| 14 \| 10 \| -5 \| \| 04 \| Ciudad Vinotinto \| 10 \| 2 \| 1 \| 7 \| 08 \| 17 \| 07 \| -9 \| |                          |    |    |    |    |    |    |     |     |
| | Equipo                   | JJ | JG | JE | JP | GF | GC | PTS | DG  |
| 01 | Sucre FC                 | 10 | 9  | 0  | 1  | 23 | 03 | 27  | +20 |
| 02 | Fundación UDC            | 10 | 6  | 1  | 3  | 09 | 10 | 19  | -1  |
| 03 | Petroleros de Anzoátegui | 10 | 3  | 1  | 6  | 09 | 14 | 10  | -5  |
| 04 | Ciudad Vinotinto         | 10 | 2  | 1  | 7  | 08 | 17 | 07  | -9  |

| Grupo                    | CVI | PAZ | SUC | UDC |
| Ciudad Vinotinto         | X   | 2-0 | 0-4 | 0-1 |
| Petroleros de Anzoátegui | 2-1 | X   | 0-3 | 0-1 |
| Sucre FC                 | 1-0 | 4-0 | X   | 2-1 |
| Fundación UDC            | 2-0 | 1-0 | 0-1 | X   |

| Inter-Grupo              | ABO | FPV | MNS | YAD |
| Ciudad Vinotinto         | 0-3 | X   | 3-1 | X   |
| Petroleros de Anzoátegui | 1-0 | X   | 3-2 | X   |
| Sucre FC                 | X   | 3-0 | X   | 3-0 |
| Fundación UDC            | X   | 1-0 | X   | 2-1 |

### Grupo Oriental II
| \| \| Equipo \| JJ \| JG \| JE \| JP \| GF \| GC \| PTS \| DG \| \| -- \| ------------------ \| -- \| -- \| -- \| -- \| -- \| -- \| --- \| -- \| \| 01 \| Atlético Bolívar \| 10 \| 3 \| 5 \| 2 \| 11 \| 07 \| 14 \| +4 \| \| 02 \| Orinoco Sport Club \| 10 \| 3 \| 4 \| 3 \| 12 \| 14 \| 13 \| -2 \| \| 03 \| Yaddiel Sport FC \| 10 \| 2 \| 5 \| 3 \| 12 \| 15 \| 11 \| -3 \| \| 04 \| Minasoro FC \| 10 \| 1 \| 5 \| 4 \| 16 \| 19 \| 08 \| -3 \| |                    |    |    |    |    |    |    |     |    |
| | Equipo             | JJ | JG | JE | JP | GF | GC | PTS | DG |
| 01 | Atlético Bolívar   | 10 | 3  | 5  | 2  | 11 | 07 | 14  | +4 |
| 02 | Orinoco Sport Club | 10 | 3  | 4  | 3  | 12 | 14 | 13  | -2 |
| 03 | Yaddiel Sport FC   | 10 | 2  | 5  | 3  | 12 | 15 | 11  | -3 |
| 04 | Minasoro FC        | 10 | 1  | 5  | 4  | 16 | 19 | 08  | -3 |

| Grupo                 | ABO | FPV | MNS | YAD |
| Atlético Bolívar      | X   | 2-0 | 2-2 | 0-0 |
| Fundación Pájaro Vera | 0-0 | X   | 2-2 | 3-1 |
| Minasoro FC           | 0-0 | 2-2 | X   | 1-2 |
| Yaddiel Sport FC      | 3-2 | 1-1 | 2-2 | X   |

| Inter-Grupo           | CVI | PET | SUC | UDC |
| Atlético Bolívar      | X   | X   | 1-0 | 1-1 |
| Fundación Pájaro Vera | 2-1 | 2-1 | X   | X   |
| Minasoro FC           | X   | X   | 1-2 | 3-1 |
| Yaddiel Sport FC      | 1-1 | 1-1 | X   | X   |

### Grupo Central I
|    | Equipo               | JJ | JG | JE | JP | GF | GC | PTS | DG  |
| -- | -------------------- | -- | -- | -- | -- | -- | -- | --- | --- |
| 01 | Hermandad Gallega FC | 9  | 6  | 1  | 2  | 16 | 08 | 19  | +8  |
| 02 | Pellicano FC         | 9  | 6  | 1  | 2  | 15 | 10 | 19  | +5  |
| 03 | Ortiz FC             | 9  | 4  | 3  | 2  | 16 | 12 | 15  | +4  |
| 04 | Centro Hispano       | 9  | 2  | 4  | 3  | 12 | 11 | 10  | +1  |
| 05 | UCV FC               | 9  | 1  | 3  | 6  | 10 | 13 | 06  | -3  |
| 06 | Lanceros de Zamora   | 5  | 0  | 0  | 5  | 01 | 16 | 00  | -15 |

|                    | CHS | HGA | LAN | ORT | PEL | UCV |
| CH de Maracay      | X   | 1-1 | 4-1 | 1-1 | 1-2 | 0-0 |
| HG de Caracas      | 0-1 | X   | 3-0 | 3-1 | 1-0 | 3-2 |
| Lanceros de Zamora | SSP | SSP | X   | 0-3 | SSP | 0-3 |
| Ortiz FC           | 1-0 | 1-2 | SSP | X   | 2-0 | 4-3 |
| Pellicano FC       | 3-2 | 2-1 | 3-0 | 3-3 | X   | 1-0 |
| UCV FC             | 2-2 | 0-2 | SSP | 0-0 | 0-1 | X   |

### Grupo Central II
|    | Equipo                 | JJ | JG | JE | JP | GF | GC | PTS | DG  |
| -- | ---------------------- | -- | -- | -- | -- | -- | -- | --- | --- |
| 01 | Deportivo Paraguaná    | 10 | 7  | 2  | 1  | 19 | 07 | 23  | +12 |
| 02 | Estudiantes de Aragua  | 10 | 5  | 3  | 2  | 14 | 09 | 18  | +5  |
| 03 | Talentos Carabobo FC   | 10 | 4  | 2  | 4  | 16 | 13 | 14  | +3  |
| 04 | Semilleros FC          | 10 | 4  | 2  | 4  | 16 | 17 | 14  | -1  |
| 05 | Atlético Libertador FC | 10 | 3  | 3  | 4  | 12 | 13 | 12  | -1  |
| 06 | Cojedes FC             | 10 | 0  | 2  | 8  | 01 | 19 | 02  | -18 |

|                       | ALI | COJ | EAR | PRG | SEM | TCA |
| Atlético Libertador   | X   | 1-1 | 0-3 | 2-1 | 5-1 | 0-0 |
| Cojedes FC            | 0-2 | X   | 0-2 | 0-2 | 0-2 | 0-3 |
| Estudiantes de Aragua | 1-1 | 2-0 | X   | 1-1 | 0-3 | 1-0 |
| Deportivo Paraguaná   | 1-0 | 2-0 | 1-0 | X   | 4-0 | 2-2 |
| Semilleros FC         | 4-0 | 0-0 | 1-1 | 1-2 | X   | 1-2 |
| Talentos Carabobo FC  | 1-0 | 3-0 | 2-3 | 1-3 | 2-3 | X   |

### Grupo Occidental I
|    | Equipo              | JJ | JG | JE | JP | GF | GC | PTS | DG  |
| -- | ------------------- | -- | -- | -- | -- | -- | -- | --- | --- |
| 01 | UA Alto Apure       | 10 | 7  | 2  | 1  | 19 | 08 | 23  | +11 |
| 02 | R.E.D.I Colón       | 10 | 7  | 1  | 2  | 22 | 08 | 22  | +13 |
| 03 | Deportivo El Vigía  | 10 | 5  | 3  | 2  | 23 | 10 | 18  | +13 |
| 04 | Soto Rosa FC        | 9  | 3  | 1  | 6  | 14 | 17 | 10  | -3  |
| 05 | Talentos Táchira FC | 9  | 2  | 1  | 6  | 11 | 22 | 07  | -11 |
| 06 | FA San Camilo       | 10 | 1  | 0  | 9  | 06 | 29 | 03  | -23 |

|                  | AAA | SCA | DEV | REI | SRO | TTA |
| UA Alto Apure    | X   | 4-1 | 1-1 | 1-0 | 2-0 | 3-1 |
| FA San Camilo    | 1-3 | X   | 0-3 | 1-0 | 0-3 | 1-2 |
| FD El Vigía      | 1-2 | 5-2 | X   | 0-0 | 6-1 | 4-2 |
| REDI Colón       | 2-0 | 3-0 | 2-0 | X   | 2-0 | 4-2 |
| Soto Rosa FC     | 0-2 | 4-0 | 0-0 | 3-5 | X   | 3-0 |
| Talentos Táchira | 1-1 | 2-0 | 0-3 | 1-3 | SSP | X   |

### Grupo Occidental II
|    | Equipo                 | JJ | JG | JE | JP | GF | GC | PTS | DG  |
| -- | ---------------------- | -- | -- | -- | -- | -- | -- | --- | --- |
| 01 | Policía del Táchira FC | 10 | 6  | 3  | 1  | 20 | 07 | 21  | +13 |
| 02 | Atlético La Fría FC    | 10 | 5  | 3  | 2  | 20 | 10 | 18  | +10 |
| 03 | CF Gilberto Amaya      | 10 | 5  | 3  | 2  | 22 | 12 | 18  | +10 |
| 04 | AF Guanare             | 10 | 4  | 2  | 4  | 17 | 15 | 14  | +2  |
| 05 | Somos Escuque FC       | 10 | 3  | 2  | 5  | 15 | 28 | 11  | -13 |
| 06 | Junidense FC           | 10 | 0  | 1  | 9  | 07 | 29 | 01  | -22 |

|                        | ALF | GAM | GNR | JND | PTA | SES |
| Atlético La Fría       | X   | 1-1 | 3-0 | 4-2 | 1-0 | 3-1 |
| CF Gilberto Amaya      | 0-0 | X   | 3-1 | 4-0 | 2-1 | 5-1 |
| AF Guanare             | 0-3 | 2-2 | X   | 2-0 | 0-0 | 8-1 |
| Junidense FC           | 0-3 | 1-4 | 1-2 | X   | 1-1 | 2-3 |
| Policía del Táchira FC | 3-1 | 3-0 | 2-1 | 3-0 | X   | 4-0 |
| Somos Escuque FC       | 2-2 | 2-1 | 0-1 | 3-0 | 2-2 | X   |